# Soumaïla Coulibaly (football, 1978)
Soumaila Coulibaly, également connu sur le surnom de "Kapitän Soumi", est un footballeur malien né le 15 avril 1978 à Bamako évoluant au poste de milieu de terrain. 
Connu pour sa frappe de balle extraordinaire, il mesure 1,80 m pour 78 kg. 

## Carrière
- 1995-1997 : Djoliba AC (16 matchs, 3 buts)
- 1997-2000 : Zamalek SC (32 matchs, 6 buts)
- 2000-2007 : SC Fribourg (207 matchs, 27 buts)
- 2007-2008 : Borussia Mönchengladbach (28 matchs, 3 buts)
- 2009-200? : FSV Francfort (4 matchs)

## Sélection nationale
- Il compte 62 sélections avec l'équipe nationale du Mali